# Baralipton severini
Baralipton severini là một loài bọ cánh cứng trong họ Cerambycidae.